# Río Muni

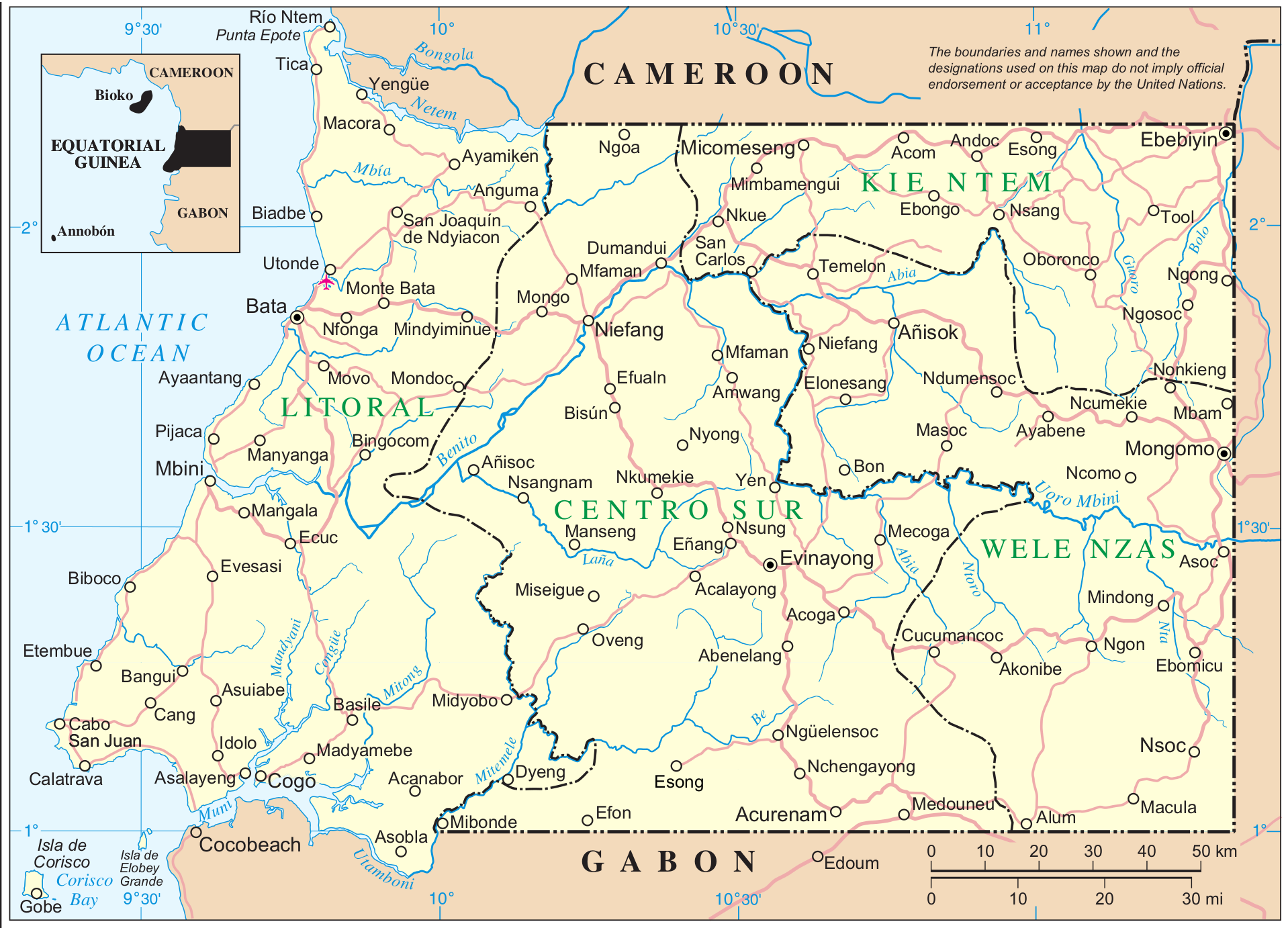
Río Muni

Huy hiệu của tỉnh Rio Muni thuộc Tây Ban Nha

Río Muni (tiếng Fang: Mbini) là khu vực lục địa của Guinea Xích Đạo, với diện tích 26.017 km². Tên gọi của khu vực xuất phát từ sông Muni. Những người châu Âu đầu tiên tới đây là xây dựng những Khu định cư sông Muni dọc theo con sông này.
Río Muni được Bồ Đào Nha nhượng cho Tây Ban Nha vào năm 1778 trong Hiệp ước El Pardo. Tây Ban Nha hy vọng có thể thu gom được nô lệ ở để đưa đến làm việc ở các thuộc địa khác, nhưng những người tới định cư đã chết vì bệnh sốt vàng và khiến khu vực bị bỏ hoang. Cacao và xẻ gỗ trở thành các ngành kinh tế chính vào giai đoạn thuộc địa. Río Muni trở thành một tỉnh của Guinea thuộc Tây Ban Nha cùng với Bioko vào năm 1959. Ngôn ngữ chính được sử dụng là Fang-Ntumu ở miền bắc và Fang-Okah ở miền nam. Người dân ở đây còn nói tiếng Tây Ban Nha, tuy nhiên chỉ là ngôn ngữ thứ hai.
Río Muni có 885.015 cư dân tính đến năm 2015, chiếm 72% dân số của Guinea Xích Đạo.
Rio Muni bao gồm năm tỉnh: 
- Centro Sur
- Kie-Ntem
- Litoral
- Wele-Nzas
- Djibloho

Thành phố lớn nhất là Bata và cũng là thủ phủ hành chính của khu vực. Các đô thị chính khác là Evinayong, Ebebiyín, Acalayong, Acurenam, Mongomo, Sevilla de Niefang, Valladolid de los Bimbiles và Mbini.